# Zeche Gertgesbank
Die Zeche Gertgesbank in Sprockhövel (Ortsteil Haßlinghausen) ist ein ehemaliges Steinkohlenbergwerk. Das Bergwerk ist auch unter den Namen Zeche Gertgesbanck oder Zeche Gertgensbank bekannt. Es ist vermutlich identisch mit der Zeche Kohlenbank im Halloer Busch. Die Zeche Gertgesbank befand sich im Bereich der Zechenstraße und gehörte zeitweise zur Zeche Scherenberg. Das Bergwerk wurde in der Haßlinghauser Mulde als eines von vier Bergwerken im Flöz Geitling betrieben.

## Geschichte

### Die Anfänge
Am 7. Juni des Jahres 1671 erfolgte die Verleihung, nachfolgend ging die Zeche in Betrieb. In den Jahren 1737 bis 1784 war das Bergwerk in Betrieb. Gemäß den Aufzeichnungen des Amtes Wetter waren im Jahr 1755 die Söhne der Gewerken Stock und Scherenberg, Johan Jörgen Nölle und Henrich Peter Scherenberg, als Schichtmeister auf dem Bergwerk tätig. Am 3. Juli des Jahres 1784 wurde das Bergwerk durch den Leiter des märkischen Bergreviers, den Freiherrn vom Stein, befahren. Die Zeche Gertgesbank war eines von vier Bergwerken, welches vom Stein an diesem Tag auf seiner achtzehntägigen Reise durch das märkische Bergrevier befuhr. Zum Zeitpunkt der Befahrung wurde aus dem tiefsten Schacht ein Ort in westlicher Richtung aufgefahren. Die Auffahrung des Ortes erfolgte im mittleren Flöz. Vom Stein machte in seinem Protokoll Angaben über den Zustand des Bergwerks und die Leistung der dort beschäftigten Bergleute. Vom Stein merkte in seinem Protokoll an, dass es besser sei, die derzeitige Zahl der Treibenschächte von drei auf einen zu reduzieren. Zum Zeitpunkt der Befahrung hatten die Gewerken noch keine Erkenntnisse, über welche Kohlehöhe man in dem Feld noch verfügte. Da die liegenden Flöze bereits im Vorfeld abgebaut worden waren, wollte man dies mittels eines Versuches überprüfen. Allerdings wollten die Gewerken mit der Untersuchung warten, bis der neue Schacht durchschlägig war.

### Die weiteren Jahre
Im Jahr 1796 waren die Schächte Jutemann (Schacht 14) und Aufermann (Schacht 15) in Betrieb. Ab diesem Jahr gehörte das Bergwerk zum Befahrungsrevier des Obersteigers Hilgenstock. Im Jahr 1800 waren die Schächte Friederica und Eva in Betrieb. Im März des Jahres 1801 kam es zur teilweisen Vereinigung mit der Zeche Eggerbank zur Zeche Vereinigte Egger- & Gertgesbank. Im Jahr 1805 waren die Schächte Keller, Crone und Friederica in Betrieb. Im März des Jahres 1806 waren die erschlossenen Kohlenvorräte abgebaut und das Bergwerk wurde stillgelegt. Im November des Jahres 1810 erfolgte die Wiederinbetriebnahme, der Schacht Vereinigung wurde geteuft. Im Jahr 1812 wurde der Abbau im Oberstollen, im Alten Werk und im Tiefen Stollen betrieben, im Jahr 1815 im Bereich des Tiefen Stollen an den Schächten Adam, Doris und Johann Friedrich. Im Jahr 1820 wurde damit begonnen, den Schacht Concordia zu teufen, und es wurde weiter Abbau betrieben. Ab März des Jahres 1821 wurde das Grubenfeld der Zeche Gertgesbank der Stock & Scherenberger Hauptgrube zugeschlagen.

### Förderung und Belegschaft
Die ersten bekannten Förderzahlen des Bergwerks stammen aus dem Jahr 1741, damals wurden 10.398 Ringel Steinkohle gefördert. Im Jahr 1745 sank die Förderung auf 5614 Ringel Steinkohle. 1749 betrug die Förderung 5064 Ringel Steinkohle und 1754 lag die Förderung bei 6088 Ringel Steinkohle. Die einzigen bekannten Belegschaftszahlen des Bergwerks stammen aus dem Jahr 1750, damals waren neun Bergleute angelegt. Die letzten Förderzahlen des Bergwerks stammen aus dem Jahr 1805, in dem 1832 Tonnen Steinkohle gefördert wurden.

## Kohlenbank im Halloer Busch
Die Zeche Kohlenbank im Halloer Busch in Sprockhövel-Haßlinghausen wurde auch Zeche Gertgesbank oder Zeche Lehmbank genannt. Sie ist vermutlich auch identisch mit den Zechen Halloer Banck, welche wiederum auch Kolgruben auf dem Hallo genannt wurde, und mit der Zeche Halloer Banck negst der neder Wiesen. Alle drei Zechen werden im Jahr 1659 in den Unterlagen des Bergamts genannt. Einen weiteren Hinweis darauf, dass die Zeche Halloer Busch identisch mit der Zeche Kohlenbank im Halloer Busch ist, ergibt sich aus einer Mutungsbestätigung vom 5. September des Jahres 1637. Dem Gewerken Cordt Stock wurde darin durch den Bergmeister Diederich von Diest ein stillgelegtes Kohlberg Werck belehnt, das aus dem Weigershusser Wieschen im Halloer Busch streichend gelegen war. Für die Zeche Kohlenbank im Halloer Busch wurde am 29. Juli des Jahres 1659 ein Mutschein auf zwei verlassene Bänke für Cordt Stock ausgestellt. Die beiden Bänke befanden sich in der Nähe der bereits 1645 erworbenen Belehnung Kohlenbanck im Halloer Grund. Im Anschluss an die Belehnung wurde mit anderen Gewerken Stollenbau betrieben. Am 25. September des Jahres 1659 erfolgte eine erneute Belehnung durch den Oberbergvogt Diederich von Diest an die Gewerken Peter Söhnken (Peter Hallo), Cordt Stock und Peter Stock.